# Alto Zambeze
Alto Zambeze war ein Landkreis der Provinz Moxico im Osten Angolas. Seine Hauptstadt war Cazombo. Er bildete das Grenzgebiet des Dreiländerecks von Demokratische Republik Kongo im Norden, Sambia im Osten, und Angola. Der Name Alto Zambeze (portugiesisch für „Hoher Sambesi“) leitet sich vom Fluss Sambesi ab, der das Gebiet durchfließt.
Mit der Gebietsreform 2024 kam das Gebiet zur neuen Provinz Moxico Leste und der Landkreis wurde aufgeteilt auf die ebenfalls neuen Landkreise Caianda, Cazombo, Lóvua do Zambeze, Macondo und Nana Candundo.

## Verwaltung
Der Kreis umfasste eine Fläche von 48.154 km² und hatte etwa 100.000 Einwohner (Schätzung 2014).
Sieben Gemeinden (Comunas) bildeten den Kreis Alto Zambeze:
- Caianda
- Calunda
- Cazombo (früher Alto Zambeze)
- Kaquengue
- Kavungo
- Lóvua
- Macondo